# سوء امتصاص الحمض الصفراوي
سوء امتصاص الحمض الصفراوي، والمعروف أيضًا بإسهال الحمض الصفراوي، هو سبب لعدة مشاكل معوية أهمها الإسهال المزمن. تُدعَى هذه الحالة أيضًا بالإسهال المُحرَّض بالحمض الصفراوي، أو الاعتلال المعوي الصفراوي وسوء امتصاص الملح الصفراوي. قد تنتج عن سوء امتصاص ثانوي لمرض هضمي، أو قد تكون اضطرابًا أوليًا مرتبطًا بالإنتاج المفرط للحمض الصفراوية. غالبًا ما يكون العلاج بمنحيات حامض الصفراء فعالًا.

## الأعراض والعلامات
أشيع تظاهرات سوء امتصاص الحمض الصفراوي هي: إسهال مائي، وإسهال دهني، وأعراض هضمية أخرى مثل الانتفاخ، والألم البطني، والإعياء، و«التشويش العقلي»، والإلحاح البرازي، وسلس البراز. 

## التصنيف
جرى تحديد سوء امتصاص الحمض الصفراوي لأول مرة لدى مرضى مصابين بمرض في اللفائفي. عندما حُدِّدت الأسباب الأخرى، ووُصِف الشكل الأولي أو مجهول السبب، اقترِح تصنيف مؤلف من ثلاثة أنماط:
- النمط 1: سوء امتصاص الحمض الصفراوي الثانوي لاستئصال اللفائفي أو التهابه (على سبيل المثال، داء كرون).
- النمط 2: سوء امتصاص الحمض الصفراوي مجهول السبب، إسهال الحمض الصفراوي الأولي.
- النمط 3: ثانوي لأمراض هضمية متنوعة تشمل: استئصال المرارة، وقطع المبهم، وفرط النمو البكتيري في الأمعاء الدقيقة، والاعتلال المعوي الإشعاعي، والمرض البطني (الداء الزلاقي)، والتهاب البنكرياس المزمن...إلخ

## آليات المرض

### الدوران المعوي الكبدي للأملاح الصفراوية
تُنتَج الأحماض الصفراوية (تُدعَى أيضًا بالأملاح الصفراوية) في الكبد، وتُفرَز إلى داخل الجهاز الصفراوي، ثم تخزن في المرارة وتحرر بعد الوجبات بتنبيه من الكوليسيستوكينين. الأحماض الصفراوية مهمة لهضم وامتصاص الدهون (الليبيدات) في الأمعاء الدقيقة.  يُمتَص عادة أكثر من 95% من الأحماض الصفراوية في اللفائفي النهائي، ويقبطها الكبد ثم يعيد إفرازها. يحدث هذا الدوران المعوي الكبدي للأحماض الصفراوية 4 – 6 مرات خلال 24 ساعة، وعادة ما يدخل الأمعاء الغليظة أقل من 0.5 غرام من الأحماض الصفراوية كل 24 ساعة. عندما يدخل الأمعاء الغليظة كميات أكبر من الأحماض الصفراوية فإنها تحرض إفراز الماء والحركة الحوية المعوية في القولون ما يسبب ظهور أعراض الإسهال المزمن.

### الامتصاص المعوي للأحماض الصفراوية
إن اللفائفي فعال جدًا في امتصاص الأملاح الصفراوية المقرونة بالسكر أو التاورين. ناقل الملح الصفراوي القمي المعتمد على الصوديوم (الناقل القمي حمض صفراوي-صوديوم ASBT، وناقل الحمض الصفراوي في اللفائفي IBAT، والرمز المورثي SLC10A2) هو الخطوة الأولى في الامتصاص في الغشاء ذي حافة الفرشاة.  ينقل البروتين اللفائفي السيتوبلازمي الرابط للحمض الصفراوي والثنائيات المتغايرة القاعدية الجانبية OSTalpha وOST-beta الأملاح الصفراوية من وإلى الخلية حيث تدخل في النهاية الوريد البابي. يُعبَّر بشكل كبير عن نواقل الحمض الصفراوي هذه في اللفائفي لا في الكبد أو الصائم أو القولون. عندما يقل التعبير هذه النواقل المتخصصة، تقل كفاءة الأمعاء في امتصاص الحمض الصفراوي (سوء امتصاص الحمض الصفراوي نمط 1). عندما تتأثر الحركة الحوية المعوية بالجراحة الهضمية أو عندما تُقرَن الأحماض الصفراوية من خلال فرط النمو البكتيري في الأمعاء الدقيقة، يصبح الامتصاص أقل كفاءة (سوء امتصاص الحمض الصفراوي نمط 3). قد يكون لدى نسبة قليلة من المرضى غير العرضيين (سوء امتصاص الحمض الصفراوي نمط 2) طفرات في الناقل القمي حمض صفراوي-صوديوم  ASBT، لكن هذه الطفرة ليست شائعة لدى المرضى ولا تؤثر على الوظيفة. 

### الإنتاج المفرط للأحماض الصفراوية
قد ينتج إسهال الحمض الصفراوي الأولي (سوء امتصاص الحمض الصفراوي نمط 2) عن فرط إنتاج الأحماض الصفراوية. فشلت عدة مجموعات من العاملين في إظهار أي عيب في امتصاص الحمض الصفراوي في اللفائفي لدى هؤلاء المرضى، ويكون لديهم تجمع كبير من الحمض الصفراوي بدلًا من نقص كميته المتوقع وجودها مع سوء الامتصاص. يُنظَّم اصطناع الأحماض الصفراوية في الكبد سلبيًا بواسطة هرمون عامل نمو الأرومة الليفية 19 (FGF19)، وتؤدي القيم المنخفضة من هذا الهرمون إلى حدوث فرط في إنتاج الأحماض الصفراوية فتكون أكبر من قدرة اللفائفي على الامتصاص. 

## التشخيص
طُوِّرت طرق عديدة لكشف هذا الاضطراب، لكن هناك صعوبات في كل منها. يوضع تشخيص سوء امتصاص الحمض الصفراوي بسهولة وموثوقية باختبار SeHCAT. يتضمن هذا الفحص الطبي النووي مسحين بفاصل أسبوع، ويقيس دورات متعددة من إفراز الحمض الصفراوي وإعادة امتصاصه. هناك تعرض إشعاعي محدود (0.3 ميلي سيفرتس). يكون احتباس SeHCAT خلال 7 أيام طبيعيًا فوق 15%، القيم الأقل من 15%، و10%، و5% تنبئ باحتباس غير طبيعي خفيف ومتوسط وشديد على الترتيب، وزيادة في احتمالية الاستجابة لمنحيات الحمض الصفراوي. هذا الفحص غير مُرخَّص في الولايات المتحدة، وحتى في الأماكن التي يكون متاحًا فيها فإنه يكون قليل الاستخدام. لم تعد الطرق الأقدم مثل فحص النفس بالسكر الكحولي-C14 جزءًا من الاستخدام السريري الروتيني.
يظهر قياس 7 ألفا-هيدروكسي-4-كولستين-3-ون، وهو طليعة الحمض الصفراوي في المصل زيادةَ تصنيع الحمض الصفراوي الموجود في سوء امتصاص الحمض الصفراوي. يُعتبَر هذا الاختبار طريقة تشخيصية بديلة وذلك عندما يكون متاحًا. قد تكون لقيم عامل نمو الأرومة الليفية 19 (FGF19) الصيامية الدموية أهميةٌ في كشف المرض والتنبؤ بالاستجابة.
تعطي الواسمات الحيوية المتنوعة عائدات تشخيصية متماثلة تبلغ نحو 25% لدى المرضى المصابين باضطرابات الأمعاء الوظيفية المترافقة مع الإسهال. في دول مثل الولايات المتحدة، حيث لا يكون فحص SeHCAT متاحًا، تتوفر الأحماض الصفراوية و C4 البرازية لوضع التشخيص.

## العلاج
إن منحيات الحمض الصفراوية هي الأدوية الرئيسية المُستخدَمة في علاج سوء امتصاص الحمض الصفراوي. استخدِم الكولسترامين والكوليستيبول، وكلاهما يكون بشكل مسحوق، لسنوات عديدة. لسوء الحظ، يجد العديد من المرضى صعوبة في تحملهما، رغم أن الإسهال قد يتحسن، إلا أن الأعراض الأخرى مثل الألم البطني والانتفاخ قد تسوء. يكون الكويسيفيلام بصورة أقراص، ويتحمله بعض المرضى بسهولة أكبر. أظهرت دراسة لتأكيد الدليل على شاد مستقبل الحمض الصفراوي حمض الأسيتوم أوبيتيكوليك امتلاكه لفوائد سريرية وكيميائية حيوية. ابتداءً من 15 مارس 2016، ستجري شركة نوفارتيس الصيدلانية تجارب سريرية نمط 2 تتضمن شادًا لمستقبل الحمض الصفراوي يدعى LJN452.